# Jiří V. Hannoverský
Jiří V. (Georg Friedrich Alexander Karl Ernst August; 27. května 1819 – 12. června 1878) byl poslední hannoverský král, jediné dítě a následník krále Arnošta Augusta. Vládu Jiřího V. ukončila prusko-rakouská válka, po níž Prusko anektovalo Hannoversko.

## Mládí
Princ Jiří z Cumberlandu se narodil 27. května 1819 v Berlíně jako jediný syn prince Arnošta Augusta, vévody z Cumberlandu. Arnošt August byl pátým synem Jiřího III. Britského a jeho manželky Šarloty Meklenbursko-Střelické.
Byl pokřtěn 8. července 1819 v hotelu v Berlíně, kde bydleli jeho rodiče, reverendem Henrym Thomasem Austenem (bratr autorky Jane Austenové). Jeho kmotry byli tehdejší princ regent Jiří IV. Britský (zastoupený vévodou z Cumberlandu), král Fridrich Vilém III. Pruský, císař Alexandr I. Ruský, korunní princ pruský, princ Vilém Pruský, princ Fridrich Pruský, princ Jindřich Pruský, princ Vilém Pruský, velkovévoda Jiří Meklenbursko-Střelický, vévoda Karel Meklenburský, císařovna Marie Fjodorovna, nizozemská královna Vilemína Pruská, princezna Augusta Žofie Britská, dědičná princezna hesensko-homburská princezna Alžběta Britská, princezna Marie (vévodkyně z Gloucesteru a Edinburghu), princezna Žofie Britská, princezna Alexandra Pruská, kurfiřtka princezna Augusta Hesensko-Kasselská, vévodkyně z Anhalt-Dessau princezna Bedřiška Vilemína Pruská, princezna Marie Anna Hesensko-Homburská (princezna Viléma Pruská), markraběnka Alžběta Luisa Braniborsko-Schwedtská (princezna Ferdinanda Pruská), princezna Louisa Pruská a kněžna Radziwill.
Jiří strávil své dětství v Berlíně a ve Velké Británii. Po nemoci v dětství v roce 1828 přestal vidět na jedno oko a na druhé po nehodě v roce 1833. Jeho otec doufal, že by se mladý princ mohl oženit se svou o tři dny starší sestřenicí královnou Viktorií, čímž udrží britský a hannoverský trůn jednotný, ale z plánu sešlo.

## Korunní princ
Po smrti krále Viléma IV. a nástupu královny Viktorie na britský trůn 123letá personální unie britského a hannoverského trůnu skončila, protože hannoverské polosalické právo bránilo ženě nastoupit na trůn. Vévoda z Cumberlandu nastoupil na hannoverský trůn jako Arnošt August a princ Jiří se stal korunním princem Hannoveru. Jako legitimní potomek Jiřího III. v mužské linii zůstal členem britské královské rodiny a druhým v řadě na britský trůn až do narození prvního dítěte královny Viktorie, Viktorie, královské princezny, v roce 1840. Protože byl zcela slepý, existovaly pochybnosti, zda je korunní princ způsobilý stát se králem Hannoveru, ale jeho otec se rozhodl, že by se tak mělo stát.

## Manželství
Jiří se 18. února 1843 v Hannoveru oženil s princeznou Marií Sasko-Altenburskou, nejstarší dcerou Josefa, vévody Sasko-Altenburského, a jeho manželky, vévodkyně Amálie Württemberské.

## Král Hannoveru
Korunní princ se po svém otci 18. listopadu 1851 stal jak králem hannoverským a vévodou brunšvicko-lüneburským, tak vévodou z Cumberlandu a Teviotdale a hrabětem z Armaghu, a převzal jméno Jiří V.
Od svého otce a od svého strýce z matčiny strany, prince Karla Frederika Meklenbursko-Střelického, jednoho z nejvlivnějších mužů na pruském dvoře, se Jiří naučil mít velmi autokratický pohled na královskou autoritu. Během své 15leté vlády vedl časté spory s hannoverským zemským sněmem (parlamentem).
Když se v roce 1866 schylovalo k prusko-rakouské válce, pokusilo se Hannoverské království zachovat neutralitu. Při hlasování v Německém spolku 14. června však podpořilo návrh na mobilizaci spolkových vojsk proti Prusku, což o den později vedlo k vyhlášení války ze strany Pruska. Hannoverská armáda sice zvítězila v bitvě u Langensalzy (27. června 1866), o dva dny později však musela kapitulovat. Král Jiří V. byl zbaven trůnu a Hannoversko bylo připojeno k Prusku jako provincie.

## Smrt
Jiří V. zemřel ve své rezidenci v Rue de Presbourg v Paříži 12. června 1878. Po smutečním obřadu v luteránském kostele v Rue Chaucat bylo jeho tělo převezeno do Anglie a pohřbeno v kapli svatého Jiří na hradě Windsor.

## Dědictví
Král podporoval průmyslový rozvoj. V roce 1856 byl založen Hornický a hutnický spolek Jiřího a Marie, který byl pojmenován po něm a jeho manželce. Společnost postavila železárnu a ocelárnu, která dala městu jméno Georgsmarienhütte.

## Potomci
| Jméno                                    | Narození         | Smrt               | Poznámky |
| ---------------------------------------- | ---------------- | ------------------ | --- |
| Arnošt August, korunní princ hannoverský | 21. září 1845    | 14. listopadu 1923 | Arnošt August Vilém Adolg Jiří Frederik; narozen v Hannoveru, zemřel v Gmundenu, oženil se s princeznou Thyrou Dánskou; měl potomky |
| Princezna Frederika Hannoverská          | 9. ledna 1848    | 16. října 1926     | narozena v Hannoveru, zemřela v Biarritzu; provdala se za Alfonse, barona von Pawel-Rammingen; neměla žádné přeživší potomky        |
| Princezna Marie Hannoverská              | 3. prosince 1849 | 4. června 1904     | Marie Ernestine Josefína Adolfina Jindřiška Teresa Alžběta Alexandra; narodila se v Hannoveru, zemřela svobodná v Gmundenu          |

## Tituly a oslovení
- 27. května 1819 – 20. června 1837: Jeho královská Výsost princ Jiří z Cumberlandu[5]
- 20. června 1837 – 18. listopadu 1851: Jeho královská Výsost korunní princ Hannoveru[6]
- 18. listopadu 1851 – 12. června 1878: Jeho Veličenstvo král Hannoveru[7]

## Vývod z předků
|                     |                                                  |  |                                           |                                                              |  |  |  |  |  |  |  | Jiří II. |
|                     |                                                  |  |                                           |                                                              |  |  |  |  |  |  |  |          |
|                     | Frederik Ludvík Hannoverský                      |  |                                           |                                                              |  |  |  |  |  |  |  |          |
|                     |                                                  |  |                                           |                                                              |  |  |  |  |  |  |  |          |
|                     |                                                  |  |                                           | Karolina z Ansbachu                                          |  |  |  |  |  |  |  |          |
|                     |                                                  |  |                                           |                                                              |  |  |  |  |  |  |  |          |
|                     | Jiří III.                                        |  |                                           |                                                              |  |  |  |  |  |  |  |          |
|                     |                                                  |  |                                           |                                                              |  |  |  |  |  |  |  |          |
|                     |                                                  |  |                                           | Fridrich II. Sasko-Gothajsko-Altenburský                     |  |  |  |  |  |  |  |          |
|                     |                                                  |  |                                           |                                                              |  |  |  |  |  |  |  |          |
|                     | Augusta Sasko-Gothajská                          |  |                                           |                                                              |  |  |  |  |  |  |  |          |
|                     |                                                  |  |                                           |                                                              |  |  |  |  |  |  |  |          |
|                     |                                                  |  |                                           | Magdalena Augusta Anhaltsko-Zerbstská                        |  |  |  |  |  |  |  |          |
|                     |                                                  |  |                                           |                                                              |  |  |  |  |  |  |  |          |
|                     | Arnošt August I. Hannoverský                     |  |                                           |                                                              |  |  |  |  |  |  |  |          |
|                     |                                                  |  |                                           |                                                              |  |  |  |  |  |  |  |          |
|                     |                                                  |  |                                           | Adolf Fridrich II. Meklenbursko-Střelický                    |  |  |  |  |  |  |  |          |
|                     |                                                  |  |                                           |                                                              |  |  |  |  |  |  |  |          |
|                     | Karel Ludvík Fridrich Meklenbursko-Střelický     |  |                                           |                                                              |  |  |  |  |  |  |  |          |
|                     |                                                  |  |                                           |                                                              |  |  |  |  |  |  |  |          |
|                     |                                                  |  |                                           | Christiana Emilie Schwarzbursko-Sondershausenská             |  |  |  |  |  |  |  |          |
|                     |                                                  |  |                                           |                                                              |  |  |  |  |  |  |  |          |
|                     | Šarlota Meklenbursko-Střelická                   |  |                                           |                                                              |  |  |  |  |  |  |  |          |
|                     |                                                  |  |                                           |                                                              |  |  |  |  |  |  |  |          |
|                     |                                                  |  |                                           | Arnošt Fridrich I. Sasko-Hildburghausenský                   |  |  |  |  |  |  |  |          |
|                     |                                                  |  |                                           |                                                              |  |  |  |  |  |  |  |          |
|                     | Alžběta Sasko-Hildburghausenská                  |  |                                           |                                                              |  |  |  |  |  |  |  |          |
|                     |                                                  |  |                                           |                                                              |  |  |  |  |  |  |  |          |
|                     |                                                  |  |                                           | Žofie Albertina z Erbachu                                    |  |  |  |  |  |  |  |          |
|                     |                                                  |  |                                           |                                                              |  |  |  |  |  |  |  |          |
| Jiří V. Hannoverský |                                                  |  |                                           |                                                              |  |  |  |  |  |  |  |          |
|                     |                                                  |  |                                           |                                                              |  |  |  |  |  |  |  |          |
|                     |                                                  |  | Adolf Fridrich II. Meklenbursko-Střelický |                                                              |  |  |  |  |  |  |  |          |
|                     |                                                  |  |                                           |                                                              |  |  |  |  |  |  |  |          |
|                     | Karel Ludvík Fridrich Meklenbursko-Střelický     |  |                                           |                                                              |  |  |  |  |  |  |  |          |
|                     |                                                  |  |                                           |                                                              |  |  |  |  |  |  |  |          |
|                     |                                                  |  |                                           | Kristiana Emilie Schwarzbursko-Sondershausenská              |  |  |  |  |  |  |  |          |
|                     |                                                  |  |                                           |                                                              |  |  |  |  |  |  |  |          |
|                     | Karel II. Meklenbursko-Střelický                 |  |                                           |                                                              |  |  |  |  |  |  |  |          |
|                     |                                                  |  |                                           |                                                              |  |  |  |  |  |  |  |          |
|                     |                                                  |  |                                           | Arnošt Fridrich I. Sasko-Hildburghausenský                   |  |  |  |  |  |  |  |          |
|                     |                                                  |  |                                           |                                                              |  |  |  |  |  |  |  |          |
|                     | Alžběta Sasko-Hildburghausenská                  |  |                                           |                                                              |  |  |  |  |  |  |  |          |
|                     |                                                  |  |                                           |                                                              |  |  |  |  |  |  |  |          |
|                     |                                                  |  |                                           | Žofie Albertina z Erbachu                                    |  |  |  |  |  |  |  |          |
|                     |                                                  |  |                                           |                                                              |  |  |  |  |  |  |  |          |
|                     | Frederika Meklenbursko-Střelická                 |  |                                           |                                                              |  |  |  |  |  |  |  |          |
|                     |                                                  |  |                                           |                                                              |  |  |  |  |  |  |  |          |
|                     |                                                  |  |                                           | Ludvík VIII. Hesensko-Darmstadtský                           |  |  |  |  |  |  |  |          |
|                     |                                                  |  |                                           |                                                              |  |  |  |  |  |  |  |          |
|                     | Jiří Vilém Hesensko-Darmstadtský                 |  |                                           |                                                              |  |  |  |  |  |  |  |          |
|                     |                                                  |  |                                           |                                                              |  |  |  |  |  |  |  |          |
|                     |                                                  |  |                                           | Šarlota z Hanau-Lichtenbergu                                 |  |  |  |  |  |  |  |          |
|                     |                                                  |  |                                           |                                                              |  |  |  |  |  |  |  |          |
|                     | Frederika Hesensko-Darmstadtská                  |  |                                           |                                                              |  |  |  |  |  |  |  |          |
|                     |                                                  |  |                                           |                                                              |  |  |  |  |  |  |  |          |
|                     |                                                  |  |                                           | Kristián Karel Reinhard Leiningensko-Falkenbursko-Dagsburský |  |  |  |  |  |  |  |          |
|                     |                                                  |  |                                           |                                                              |  |  |  |  |  |  |  |          |
|                     | Marie Luisa Leiningensko-Falkenbursko-Dagsburská |  |                                           |                                                              |  |  |  |  |  |  |  |          |
|                     |                                                  |  |                                           |                                                              |  |  |  |  |  |  |  |          |
|                     |                                                  |  |                                           | Kateřina Polyxena ze Solms-Rödelheimu                        |  |  |  |  |  |  |  |          |
|                     |                                                  |  |                                           |                                                              |  |  |  |  |  |  |  |          |